# Manon Melis
Gabriëlla Maria Melis (Róterdam, Países Bajos; 31 de agosto de 1986), conocida como Manon Melis, es una exfutbolista neerlandesa. Jugaba como delantera y su último equipo fue el Seattle Reign F.C. de la National Women's Soccer League de Estados Unidos. Jugó también en la selección neerlandesa, con la que fue máxima goleadora con 59 dianas hasta el 15 de junio de 2019, cuando Vivianne Miedema, la actual máxima goleadora, durante el encuentro del Mundial de 2019 frente a Camerún, marcó su gol número 60 con la selección. 

## Trayectoria

### Clubes
Melis comenzó su carrera en el RVVH, un equipo de la parte baja de la tabla de la 1ª División holandesa. En 2006 pasó al Be Quick '28, de la parte alta. 
Al año siguiente dio el salto a la liga sueca, en las filas del LdB F.C. Malmö, donde se consagró. En sus 5 temporadas allí ganó 2 ligas y fue la máxima goleadora de la competición 3 veces. También debutó en la Liga de Campeones.
A finales de 2011 anunció su marcha al Sky Blue F.C., de la liga profesional de los Estados Unidos (Women's Professional Soccer), pero la WPS quebró durante la pretemporada, y en su lugar Melis jugó la temporada 2012 en el Linköpings F.C.. 
En 2013 regresó al LdB F.C. Malmö, con el que ganó su 3ª liga. Pero al año siguiente se marchó al Kopparbergs/Göteborg F.C..
En sus 7 temporadas en la Damallsvenskan a fecha de 2013, Melis ha marcado entre 10 y 25 goles por temporada.

### Selección nacional
Melis debutó con la absoluta holandesa en abril de 2004, en un partido de clasificación para la Eurocopa 2005 contra Bélgica en el que marcó su primer gol. 
Empezó a ser importante para la selección en la clasificación para la Eurocopa 2009, con 5 goles. 
Ha jugado las Eurocopas de 2009 y 2013. En la de 2009 (en la que Holanda llegó a las semifinales) marcó un gol. En la de 2013 Holanda cayó en la frase de grupos sin marcar un gol.

## Clubes
| Club                      | País           | Año         |
| ------------------------- | -------------- | ----------- |
| RVVH                      | Países Bajos   | 2005 - 2006 |
| Be Quick '28              | Países Bajos   | 2006 - 2007 |
| LdB F.C. Malmö            | Suecia         | 2007 - 2011 |
| Linköpings F.C.           | Suecia         | 2012 - 2013 |
| LdB F.C. Malmö            | Suecia         | 2013 - 2014 |
| Kopparbergs/Göteborg F.C. | Suecia         | 2014 - 2015 |
| Seattle Reign F.C.        | Estados Unidos | 2016        |

## Palmarés

### Campeonatos nacionales
| Título         | Club           | País   | Año  |
| -------------- | -------------- | ------ | ---- |
| Damallsvenskan | LdB F.C. Malmö | Suecia | 2010 |
| Damallsvenskan | LdB F.C. Malmö | Suecia | 2011 |
| Damallsvenskan | LdB F.C. Malmö | Suecia | 2013 |